# (869) Mellena
(869) Mellena es un asteroide perteneciente al cinturón de asteroides descubierto en 1917 por Richard Reinhard Emil Schorr.

## Descubrimiento y denominación
Mellena fue descubierto por Richard Schorr el 9 de mayo de 1917 desde el observatorio de Hamburgo-Bergedorf, Alemania, e independientemente por Max Wolf a la noche siguiente desde el observatorio de Heidelberg-Königstuhl, Alemania. Se designó al principio como 1917 BV y, más tarde, fue nombrado en honor del burgomaestre alemán Werner von Melle.

## Características orbitales
Mellena está situado a una distancia media del Sol de 2,69 ua, pudiendo acercarse hasta 2,099 ua. Tiene una inclinación orbital de 7,837° y una excentricidad de 0,2195. Emplea en completar una órbita alrededor del Sol 1611 días.

## Características físicas
La magnitud absoluta de Mellena es 11,8. Tiene un diámetro de 18,52 km y un periodo de rotación de 6,516 horas. Su albedo se estima en 0,0565.